# 선행 효과
선행 효과(precedence effect)는 소리 반사 및 메아리 인식에 관한 양이(binaural) 심리 음향 효과이다. 제시된 동일한 소리의 두 가지 버전이 충분히 짧은 시간 지연(청자의 메아리 임계값 아래)으로 분리되면 청취자는 단일 청각 이벤트를 인식한다. 인지된 공간적 위치는 처음으로 도달하는 소리(첫 번째 파면)의 위치에 의해 지배된다. 지연되는 소리는 인지된 위치에도 영향을 미친다. 그러나 그 효과는 처음 도착하는 소리에 의해 대부분 억제된다.
하스 효과(Hass effect)는 1949년 헬뭇 하스(Helmut Haas) 박사 학위 과정에서 설명되었다. "하스 효과"라는 용어는 종종 그 기초가 되는 우선순위 효과를 포함하기 위해 느슨하게 사용된다.